# Rick Springfield
Rick Springfield, nascido Richard Lewis Springthorpe (Sydney, 23 de agosto de 1949) é um compositor, cantor e ator australiano. Com longa carreira na música e na televisão, fez participações em séries como General Hospital e Supernatural, onde representou uma "casca" (denominação de casca na série:corpo capaz de suportar uma entidade poderosa dentro) de Lúcifer. Rick interpretou o personagem em alguns episódios da 12° temporada.

## Carreira
Sua carreira começou na Austrália e, depois de um trabalho significativo ao longo dos anos 1970, mudou-se para os Estados Unidos onde desenvolveu uma nova fase musical e carreira como ator na televisão e no cinema.
Sua canção mais famosa é Jessie's Girl, de 1981, que ganhou um prêmio Grammy e chegou ao primeiro lugar da parada americana dentro do disco "Working Class Dog". Mais tarde, com o álbum seguinte, a música Don´t talk to strangers chegaria ao segundo lugar nos Estados Unidos.
No Brasil ele se tornou inicialmente conhecido através de sua versão animada, um dos protagonistas do desenho animado Missão Mágica. Depois, pela participação como um dos protagonistas da série de TV General Hospital e por várias aparições como convidado em outras séries, entre elas, "Californication (telessérie)", na 3ª temporada, transmitida nos EUA pelo canal "Showtime". Nesta série, interpretou a si mesmo, como uma lenda pop excêntrica, que na meia idade ainda faz bastante sexo e usa drogas.Em 2016 participou da décima segunda temporada da série Supernatural, no papel do anjo caído Lúcifer.
Outros álbuns seus também obtiveram grande vendagem, principalmente durante os anos 1980, como "Living in Oz", "Tao" e "Rock of Life". Depois de alguns anos sem gravar e lançando um disco de covers, recentemente voltou a produzir material novo com os álbuns "Shock/Denial/Anger/Acceptance" (2004), "Venus in Overdrive" (2008) e "Rocket Science" (2016). Obteve 17 músicas no Top 40 Hits, sendo 5 delas na lista do Top 10. Ainda estrelou o filme "Hard to Hold" e participou de inúmeros outros.
Na videografia, destacam-se os shows disponíveis em dvd: Live and Kicking (1982), The Beat of the Live Drum (1985) e Live in Rockford (2007). Em 2010 lançou sua biografia oficial com o livro: "Late, Late at Night".